# Hvaler
Hvaler is een gemeente in de Noorse provincie Østfold. De gemeente telde 4517 inwoners in januari 2017. Hvaler omvat een aantal grotere eilanden en meer dan 800 kleine eilanden en scheren. Het grootste eiland is Kirkøy, waarop ook de hoofdplaats ligt.
De eilanden zijn een geliefde plek voor zomertoerisme. De schatting is dat in de zomer het aantal bewoners stijgt tot boven de 30.000. Een groot deel van de gemeente ligt binnen het Nationaal park Ytre Hvaler.

## Plaatsen in de gemeente
- Skjærhollen
- Rød
- Hauge
- Utgård

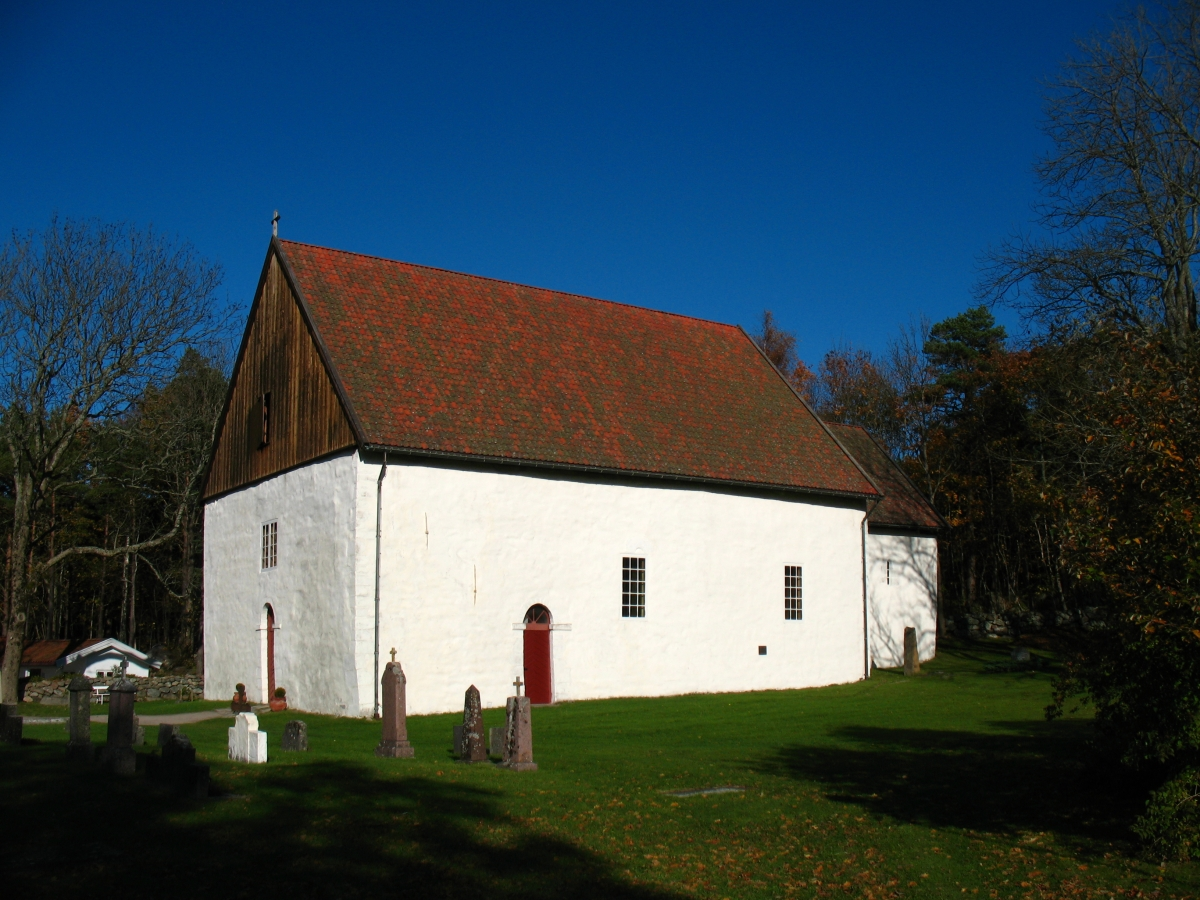
Kerk 12e eeuw
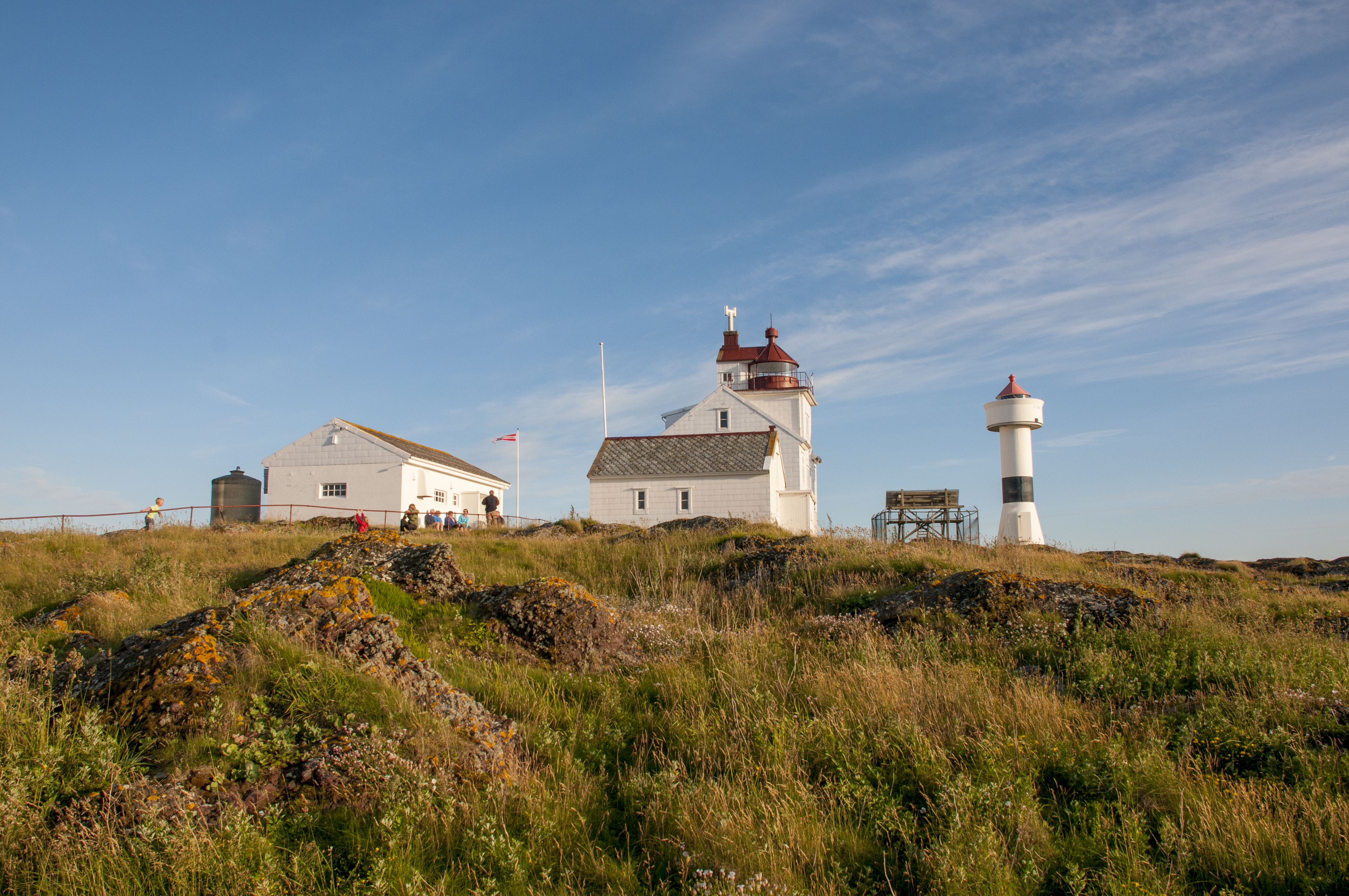
Vuurtoren Struten
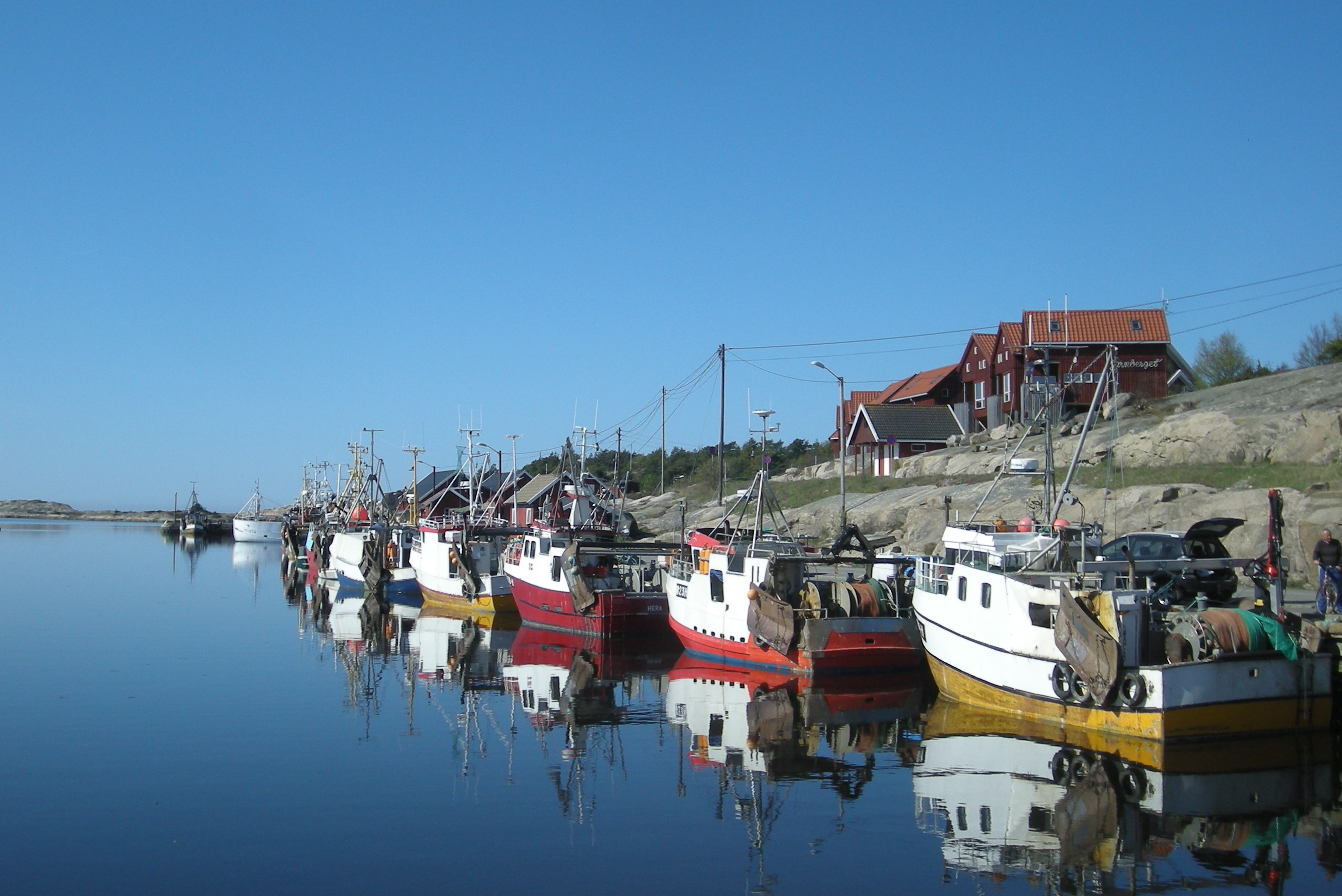
Vissersboten in Utgårdskillen

Aremark · Fredrikstad · Halden · Hvaler · Indre Østfold · Marker · Moss · Råde · Rakkestad · Sarpsborg · Skiptvet · Våler

Voormalige gemeentes: Askim · Eidsberg · Hobøl · Rømskog · Rygge · Spydeberg · Trøgstad